# Big Machine Records
Big Machine Records ist ein unabhängiges Plattenlabel mit Sitz in Nashville, Tennessee, USA. Big Machine ist bekannt für die Karriereentwicklung einiger der bekanntesten Namen in der Musikbranche.

## Geschichte
Big Machine Records wurde im Jahr 2005 von Scott Borchetta gegründet, einem ehemaligen leitenden Angestellten bei DreamWorks Records und Universal Music Group. Die Gründung des Labels erfolgte mit dem Ziel, ein innovatives und künstlerfreundliches Umfeld zu schaffen, das auf die Bedürfnisse aufstrebender Musiker eingeht.
Ein wichtiger Meilenstein in der Geschichte von Big Machine war die Unterzeichnung der aufstrebenden Country-Musikerin Taylor Swift im Jahr 2005. Swifts Vertrag mit Big Machine ermöglichte ihr den Aufstieg zum Superstar und machte sie zu einer der erfolgreichsten Künstlerinnen des 21. Jahrhunderts.
In den folgenden Jahren erweiterte Big Machine sein Künstlerportfolio um weitere Musiker und Bands, darunter Rascal Flatts, Tim McGraw, Reba McEntire und Florida Georgia Line. Das Label gewann schnell an Ansehen in der Countrymusikszene und erlangte auch in der Popmusikbranche Anerkennung.

## Erfolge und Kontroversen
Big Machine Records erlangte weltweite Bekanntheit durch den Erfolg von Künstlern wie Taylor Swift, deren Alben mehrfach mit Platin ausgezeichnet wurden und zahlreiche Chartrekorde brachen. Swifts Abgang von Big Machine im Jahr 2018 und ihr anschließender Streit um die Rechte an ihren früheren Aufnahmen trugen zur öffentlichen Aufmerksamkeit für das Label bei.
Im Jahr 2019 erwarb der Musikmanager Scooter Braun die Mehrheitsbeteiligung an Big Machine Records, was zu weiteren Kontroversen führte. Taylor Swift äußerte öffentlich ihre Bedenken über den Verkauf und warf Braun vor, sie während ihrer Zeit bei Big Machine „gemobbt“ zu haben. Diese Ereignisse führten zu einem heftigen öffentlichen Disput zwischen Swift, Braun und Scott Borchetta.